# Mehrdad Bahar
Pour les articles homonymes, voir Bahar.
 (septembre 2013).
Mehrdad Bahar (مهرداد بهار), né le 2 octobre 1929 à Téhéran et mort le 13 novembre 1994 à Téhéran, est un historien, linguiste et spécialiste iranien de la mythologie perse.

## Biographie
Mehrdad Bahar est le fils cadet du poète Mohammad Taghi Bahar. Il obtient un doctorat de littérature persane à l'université de Téhéran et de langues persanes anciennes. Il étudie ensuite à l'université de Londres, à la School of Oriental and African Studies auprès de Mary Boyce, où il obtient un Master of Arts en histoire antique et médiévale persane.
Il se lance ensuite dans une carrière de linguiste spécialisé dans l'étude du persan-moyen, puis s'intéresse à la mythologie persane. Il étudie en particulier les sources non-aryennes des textes mythologiques, notamment les textes mésopotamiens.
Ses deux travaux les plus remarquables ont trait pour le premier à la traduction du persan-moyen du Bondahesh et pour le second à l'Étude de la mythologie persane qui paraît en deux volumes. Il s'appuie sur les textes fondateurs du zoroastrisme. Sa collègue la plus proche, Katayoun Mazdapour (en), achève le second volume, après sa mort, survenue en 1994.